# Tylecodon reticulatus
Tylecodon reticulatus är en fetbladsväxtart. Tylecodon reticulatus ingår i släktet Tylecodon och familjen fetbladsväxter.

## Underarter
Arten delas in i följande underarter:
- T. r. phyllopodium
- T. r. reticulatus